# Mugali, Shiggaon
Mugali là một làng thuộc tehsil Shiggaon, huyện Haveri, bang Karnataka, Ấn Độ.